# بخش ایتون (شهرستان لوراین، اوهایو)
بخش ایتون (به انگلیسی: Eaton Township) یک منطقهٔ مسکونی در ایالات متحده آمریکا است که در شهرستان لورین، اوهایو واقع شده‌است.
 بخش ایتون ۵۹٫۵۵ کیلومتر مربع مساحت و ۵٬۷۵۰ نفر جمعیت دارد و ۲۴۱ متر بالاتر از سطح دریا واقع شده‌است.